# 中野猛
中野 猛（なかの たけし、1962年（昭和37年）5月10日 - ）は、日本の実業家。宝飾品の製造販売ジェムケリーグループホールディングスを中心とした企業グループ持株会社である代表取締役社長。VARTIX代表取締役社長でもある。

## 経歴
大阪府大阪市北区生まれ。御所工業高等学校中退。1992年ジェムケリーを創業。不動産事業、時計の製造販売を手がけるVARTIX代表取締役社長でもある。

## 著書
- 今こそセールスは王道を行け!―営業マン成功の法則 1992年2月（WAVE出版）
- なぜ、売れない営業を続けるのですか?―セールスで成功するための60のルール 2008年１月1日（幻冬舎）